# Branimir Vujević
Branimir Vujević (* 29. November 1974 in Zadar) ist ein ehemaliger kroatischer Ruderer, der 2000 Olympiadritter im Achter war.

## Sportliche Karriere
Vujević belegte bei den Junioren-Weltmeisterschaften 1992 den vierten Platz im Vierer ohne Steuermann. 1993 erreichte er den vierten Platz im Vierer mit Steuermann im Nations Cup, dem Vorläufer der U23-Weltmeisterschaften. 1994 gewann er mit dem gesteuerten Vierer die Bronzemedaille im Nations Cup, 1996 siegte er im Zweier ohne Steuermann. Bei den Mittelmeerspielen siegte 1997 der kroatische Vierer ohne Steuermann mit Oliver Martinov, Krešimir Čuljak, Marko Banović und Branimir Vujević. Ebenfalls 1997 erreichte Vujević mit dem Vierer mit Steuermann den fünften Platz bei den Weltmeisterschaften. Im Jahr darauf startete er im Vierer ohne Steuermann, der den zwölften Platz bei den Weltmeisterschaften belegte. Bei den Weltmeisterschaften 1999 erreichte Vujević mit dem kroatischen Achter den neunten Platz. 
In der Saison 2000 gewann der kroatische Achter die erste Weltcup-Regatta. Bei den Olympischen Spielen in Sydney siegten die Briten vor den Australiern, die Kroaten mit Igor Francetić, Tihomir Franković, Tomislav Smoljanović, Nikša Skelin, Siniša Skelin, Krešimir Čuljak, Igor Boraska, Branimir Vujević und Steuermann Silvijo Petriško erhielten die Bronzemedaille. Im Jahr darauf gewann der auf zwei Positionen umbesetzte kroatische Achter mit Oliver Martinov, Damir Vučičić, Tomislav Smoljanović, Nikša Skelin, Siniša Skelin, Krešimir Čuljak, Igor Boraska, Branimir Vujević und Silvijo Petriško bei den Weltmeisterschaften in Luzern die Silbermedaille hinter den Rumänen. 2002 siegte bei den Weltmeisterschaften der kanadische Achter vor den Deutschen und den US-Ruderern, der kroatische Achter belegte den vierten Platz. 
Der 1,83 m große Vujević ruderte noch bis 2008 international, erreichte aber bei Weltmeisterschaften nicht mehr das A-Finale. Nach einem fünften Platz mit dem Achter bei den Europameisterschaften 2008 beendete er seine aktive Karriere.